# Didymodon mittenii
Didymodon mittenii är en bladmossart som beskrevs av Hirendra Chandra Gangulee 1964. Didymodon mittenii ingår i släktet lansmossor, och familjen Pottiaceae. Inga underarter finns listade i Catalogue of Life.